# クイーン・エメラルダス (架空の人物)
クイーン・エメラルダスは、松本零士の漫画作品、ならびにそれを原作としたアニメ作品などに登場する架空の人物。本稿ではエメラルダスが主人公として登場する漫画『クイーン・エメラルダス』の描写を中心に解説する。

## キャラクター概要
ハーロック同様に宇宙海賊であり、自分と同名の宇宙船「クイーン・エメラルダス号」で宇宙を旅している。左の頬にある大きな傷が特徴。初出は1975年に少女漫画雑誌『月刊プリンセス』に掲載された漫画作品『エメラルダス』である。短編作品であったため詳細はそれほど描写されておらず、当初は「誇り高き女海賊」という設定のみであった。その後1978年に彼女を主人公にした漫画『クイーン・エメラルダス』（以下、『エメラルダス』と表記）が連載される。劇中にトチローと「黒衣の戦士」ことハーロックが登場し、その繋がりが明確になると共に彼女の設定も固まっていった。漫画『宇宙海賊キャプテンハーロック』でその名が挙げられるなどの経緯を経て、『銀河鉄道999』などの他作品にも重要な脇役として登場するようになった。
彼女については初出の設定が少ないことや大山トチローというキャラクターの設定が作品によって異なることがあるため、パラレルと化した設定となっていることもある。
彼女の頬の傷は作品によって付けられた経緯が異なる。原作漫画では惑星「ジュラ」で先に住み着いていた移住者船団のリーダーらしき男との戦いで付けられた傷ということになっているが、OVA『クイーン・エメラルダス』ではトチローを助けるためにサイレンの女神と対峙した時、解放されたトチローに近付こうとした一瞬の隙を突かれてサイレンの女神に付けられた傷ということになっている。

## 性格・人物
その姿を見た者は死ぬと噂され、多くの人から恐れられている。第1話で火星の衛星・ダイモスの酒場を訪れた際にはそのただならぬ雰囲気から、彼女に話しかけた男は「プロの殺し屋」と評し恐れおののいている。だが、作中の人物が評したように「本当に勇気のある信念を持った男には優しい女」でもある。ダイモスで出会った少年・海野広の旅立ちに際して食事などの手回しをしておいたり、劇場版『999』1作目では母の仇を取りたいと願う星野鉄郎に、それを聞いてどうするのか、本気で倒すつもりかと覚悟を質してから、仇敵である機械伯爵の情報を教えるなどしている。
武器の扱いに長け、重力サーベル（サーベル銃）の斬り合いでは高い技量を有する。この武器はその長い刀身（銃身。護拳から先だけで約80センチ）ゆえ、抜き撃ち対決には向かないとみられるが、彼女は第1話で瞬時に抜き撃ちしてマースゲバルトという男を射殺しており、劇場版『999』1作目でも、この武器で鉄郎の戦士の銃を一発で撃ち落している。 
トチローとは深い愛情で結ばれており、彼女が宇宙を旅しているのは彼を捜し求めてのことである。原作は未完だが、劇場版『銀河鉄道999』（映画第1作）で旅の結末が描かれた。
現在ではメーテルとは双子の姉妹という設定で統一され、メーテルと共に惑星ラーメタル出身のラーメタル人となっているが、原作漫画『クイーン・エメラルダス』ではラーメタル人という設定は無く、地球生まれの地球人という設定になっている。

## 容姿・服装など
髪の色は、講談社コミックス1巻の表紙イラストと『999』TV版ではメーテルと同じ金髪だった。劇場版第1作で栗毛となり、以降のアニメ作品では栗毛で統一され、目つきはメーテルよりも鋭く描かれている。瞳の色は『999』TV版ではエメラルド色だった。
自分を奴隷にしようとした男と重力サーベルで対決した際に、止めを刺さず情けをかけたことで逆襲され、切り付けられた名残の傷跡が頬に残っている（単行本第1巻、惑星ジュラでの出来事）。残さずに縫合することもできたがあえて残し、鏡を見るたびに自分を戒めているという。なお、OVAではサイレンの女神との戦いによって付けられた傷という設定になっている。
ハーロックと同じく身に着ける物に海賊の象徴を用いており、“髑髏と骨”の髪留めを使用している。着用しているコスチュームには、『エメラルダス』で主に着用しているものと、ゲスト出演したアニメ作品（劇場版『999』2作品など）で主に着用しているものとがある。前者は腰の部分がスカート風のデザインをした戦闘服、後者は上から下まで繋がった戦闘服で、体のラインがハッキリと出るほどフィットしたものとなっている。これは『エメラルダス』第1話でのみ着用していたものがデザインの基となっている。なお前者の戦闘服を着用している際は太腿が露出しているように見えるものの、1998年にOVAで映像化された際には水色のタイツを履いているという解釈となっている。『999』TVアニメ版では『エメラルダス』で主に着用している戦闘服を基にデザインされているが、マントも含めてほぼ赤一色となっており、白いタイツを履いている。小さな髑髏の髪飾りは宇宙海賊になってから付け始めたものではない。『銀河鉄道999』の前日譚の一つである『メーテルレジェンド』はメーテルや未だ人間だった頃のプロメシュームと一緒に惑星ラーメタルに住んでいた少女時代を描いた内容であるが、15歳当時の少女時代には既に髑髏の髪飾りを付けていることが確認できる。
これらの戦闘服の上からハーロックのものとよく似たマントを着用し、さらに黒いフードで身を包んでいることが多い。また、腰にはハーロック同様に重力サーベルとハンドガンを吊るしている。そのため、ハーロックの女性版ともいうべき服装をしている。
なお、単行本第2巻では変装により顔の傷を隠して服装を変え、アフロダスという大総統が支配する惑星に潜入したこともある。
『メーテルレジェンド』や『宇宙交響詩メーテル』など、若かりし頃を描いた作品ではオリジナルデザインの戦闘服などを着用しているが、いずれも赤を基調としている。

## 設定の変遷
『999』の旧アンドロメダシリーズではそのメインヒロインであるメーテルとはライバルという設定であり、TVスペシャル「永遠の旅人エメラルダス」にて、エメラルダスと対峙したメーテルがとどめを刺さずに逃がした罰として牢獄に幽閉されたのをエメラルダスが助けに来て友情が芽生える、というエピソードが描かれている。そのためプロメシュームとの間に親子関係はなく、劇場版第1作でプロメシュームは娘のメーテルに対し「一人娘」と言っている。
劇場版第2作『さよなら銀河鉄道999 アンドロメダ終着駅』では、ラストシーンで自身もメーテルと同じ「永遠に終わることのない時間の中を旅する存在」であることが本人の口から語られている。
1990年代に入って執筆された『ニーベルングの指環』第二部「ワルキューレ」にて初めて「メーテルと姉妹(メーテルの姉)」という設定で描かれ、これによりメーテルの過去を描いたOVA『メーテルレジェンド』やTVアニメ『宇宙交響詩メーテル 銀河鉄道999外伝』でも登場することとなった。その結果として現在の設定では、彼女もメーテルと同じくラーメタル人であり、トチローの恋人でメーテルの双子の姉、母親はラー・アンドロメダ・プロメシューム（1000年女王）、父親はドクター・バンとなっている。さらに『銀河鉄道999 ANOTHER STORY アルティメットジャーニー』において「本来は長女のエメラルダスが女王の座を継ぐはずだったが、人に従う事が嫌いで気の強いエメラルダスにプロメシュームの野望に準じる生き方などとてもできないというドクター・バンの判断から宇宙に解放され、生きた星の構成部品となる同士を集めるメーテルを護るべく、血みどろの戦いに身を置く女海賊になった」という設定に整理されている。
なお『銀河鉄道999』の「エターナル編」などの作品では、エメラルダスはトチローとの間に、まゆと昇太という2人の子供をもうけている。上記の設定変更により、まゆと昇太にとってメーテルは母方の叔母、プロメシュームは母方の祖母、ドクター・バンは母方の祖父、大山摂子は父方の祖母となっている。
メーテルとエメラルダスが姉妹という設定については松本の筆による「劇場用長編アニメーション銀河鉄道999に関するメモ」でエメラルダスの設定について「メーテルとエメラルダスは姉妹的な友人」「エメラルダスはメーテルの友達（ライバル、姉）」という記述があり、この時点で松本の構想の中にあったことがわかる。このメモは『銀河鉄道999アニメ画集 PART7』（少年画報社刊）に掲載されている。

## 登場作品
上記のように、主人公として出る『エメラルダス』の他に、様々な作品に登場している。
銀河鉄道999 - 銀河鉄道999 (アニメ)
原作のアンドロメダ編と1978年からのテレビアニメ版では病に冒されて床に臥せっているという設定で、代理のアンドロイドが「クイーン・エメラルダス号」の指揮を執っている。劇場版『銀河鉄道999』及びその続編の『さよなら銀河鉄道999 アンドロメダ終着駅』では違った形での登場であり、メーテルと姉妹であることが示唆されるような設定も追加されている。原作エターナル編でも登場しているが、病に冒されているシーンはない。
なお、人物としてのエメラルダスとの関係は不明だが、アニメ版では空間鉄道の分岐点として「エメラルダス分岐点」という名の分岐点が存在するほか、『銀河鉄道大時刻表』によればエメラルダスという名の星が存在している。
宇宙海賊キャプテンハーロック
名前が挙がるだけで本人の登場はない。エメラルダスの名を騙る実在幻影が現れてハーロックを誘惑するが、ハーロックに見破られる。秋田書店サンデーコミックスの単行本第1巻ではトチローと死を共にしたというハーロックのセリフがあるが、5巻では生きておりトチローを探して宇宙を旅しているとハーロックは語る。テレビアニメ版では版権の問題からエメラルダスの名前が使えなかったとされ、彼女に相当するキャラクターとしてエメラーダが登場。トチローとの出会いから、一人娘のまゆの出産、トチローの宇宙葬の後を追って宇宙へ消えていったことがハーロックの回想という形で描かれた。
ニーベルングの指環
若き日のハーロック、トチロー、エメラルダス、メーテルを描いた作品であり、幼い頃は999号によってメーテルとともに旅をしていたことも明かされている。OVA『ハーロック・サーガ ニーベルングの指環』として映像化。
わが青春のアルカディア - わが青春のアルカディア 無限軌道SSX
若き日のハーロック、トチロー、エメラルダスを描いた作品であり、彼らが海賊になった理由も描かれている。また、顔にできた傷のいきさつが『エメラルダス』とは異なる。『無限軌道SSX』では、X-00001というコードナンバーで呼ばれる反逆者。
メーテルレジェンド
若き日のメーテル、エメラルダスを描いたOVA作品で、惑星ラーメタルが機械化され、機械化人との戦いを決意したメーテルとエメラルダスの姉妹が999号で旅立つまでを描いている。
宇宙交響詩メーテル 銀河鉄道999外伝
若き日のメーテル、エメラルダスを描いたTVアニメ作品で、前作『メーテルレジェンド』から2年後の設定である。前作とともに『新竹取物語 1000年女王』と『999』を繋ぐ作品であるため、メーテルとプロメシュームを描いた描写が多く、メーテルほどは描写されていない。
コスモウォーリアー零
ハーロックを追う零を軸に人間と機械化人との共存をテーマにした作品。クイーンエメラルダス号とともに登場。
松本零士999 〜Story of Galaxy Express 999〜
PS（プレイステーション）用ゲーム。本作ではトチローの形見となった戦士の銃をとりもどすため単身「明日の星」にいくという、彼女を主人公にしたシナリオがある。この星でエメラルダスは宝田緑（たからだ みどり）を名乗り、顔の傷を隠して一般人の姿に変装している
キャプテンハーロック〜次元航海〜
原作『キャプテンハーロック』を様々な松本作品とリンクさせた世界観で描いたリブート作品。本作ではまゆと昇太の二児の母親として登場する。
銀河鉄道999 ANOTHER STORY アルティメットジャーニー
原作エターナル編を劇場版旧二作の続編としてリブートさせた派生作品。本作では明確にメーテルの双子の姉として描かれており、エメラルダスが亡きプロメシュームに花を手向けたり、エメラルダス自身が鉄郎にメーテルと双子であることを説明するシーンも登場する。

## 名前
名前の由来は宝石エメラルド（emerald、英語）またはエスメラルダ（esmeralda、スペイン語及びポルトガル語）からであり、松本がエメラルドを赤い宝石と勘違いしていたため、赤を重視したデザインとなっている。なお、『エメラルダス』のコンビニブック版及び1990年頃に発売された愛蔵版ではそのことが語られるとともに、松本は「宇宙なら赤いエメラルドもありえると言われたので、このデザインにしてよかったと思っている」とも答えている。
『エメラルダス』劇中では「クイーン・エメラルダス」「クイーンエメラルダス」といった呼称は彼女の名前がついた宇宙船クイーン・エメラルダス号に使用され、主人公エメラルダスは単に「エメラルダス」と呼ばれ、本人もそのようにしか名乗っていない。ただし『999』劇場版1作目では、ラストでエメラルダス号が去っていく場面において、鉄郎が「ありがとう クイーン・エメラルダス」というシーンがあるほか、エメラルダスがゲスト出演する『999』TV版第22話と、劇場アニメ『わが青春のアルカディア』でのクレジット表記では「クイーン・エメラルダス」となっている。
キャプテンハーロックの「キャプテン」は船長、艦長といった敬称であるが、クイーン・エメラルダスの「クイーン」は「女王」の敬称ではなく、クイーンも含めて彼女の名前である。これを裏付けるものとして『無限軌道SSX』の脚本を担当した山浦弘靖による小説版1巻に本名：クイーン・エメラルダスとの記述がある。
作者の松本零士も「Web新潮」掲載『松本零士が語る ワーグナーとインターネットの世界』の中で、「少女時代のクイーン・エメラルダス」という発言をしていることから、「クイーン・エメラルダス」はエメラルダス自身および所有の船の双方を指すようである。
『銀河鉄道999 ANOTHER STORY アルティメットジャーニー』では、本来なら長女のエメラルダスがプロメシュームの名を継いで「クイーン・エメラルダス・プロメシュームIII世」を名乗るはずだったという描写が登場する。同作ではエメラルダスと対の関係となる機械化首都惑星「エスメラルダ」も登場する。

## 声優
- 田島令子
（『銀河鉄道999』劇場版2作品、TVスペシャル『永遠の旅人エメラルダス』『わが青春のアルカディア』『わが青春のアルカディア 無限軌道SSX』、漫画『クイーン･エメラルダス』を原作としたOVAとラジオドラマ作品全般、プレイステーション（PS）用ゲーム『松本零士999 〜Story of Galaxy Express 999〜』）
ラジオドラマで初めてエメラルダスの声を当てて以来、その声を最も多く担当している。『999』TV版のエピソード「海賊船クイーン・エメラルダス」を元に製作されたTVスペシャルでは、エメラルダスの声がTV版の谷から田島に変更されている。
松本は『エメラルダス』文庫版1巻のあとがきで、声を担当した田島に感謝のメッセージを送っている。また、田島も文庫版1巻にコメントを寄せている。
- 谷育子（『銀河鉄道999』TV版 「海賊船クイーン･エメラルダス」登場時）
「エメラルダス」として、アニメ作品で初めて声を当てた。
- 勝生真沙子（1998年のラジオドラマ『銀河鉄道999』、OVA『ハーロック・サーガ ニーベルングの指環』、PS用ゲーム『コスモウォーリアー零』）
- 榎本温子（OVA『メーテルレジェンド』）
少女期のエメラルダスを演じる。
- 井上喜久子（TV『宇宙交響詩メーテル』『コスモウォーリアー零』、OVA『ヤングハーロックを追え! コスモウォーリアー零外伝』）
先述のゲーム『コスモウォリアー零』の世界観を基にしたアニメ作品など、近年の松本作品でメーテルの姉として登場するエメラルダスの声を演じる。なお井上は、『999』のリメイク版を作るのであれば、メーテルを演じて欲しいとの評もある[3]。
- 笠原弘子（WEBドラマ『ユマの物語～シンフォニーNo.V』）

エメラーダとして登場
- 吉田理保子（『宇宙海賊キャプテンハーロック』TV版）
『ハーロック』アニメ版では、彼女に相当するキャラクターとしてエメラーダが登場。その声を当てていたのが吉田である。

※このほかに『999』劇場版1作目の予告編では、北浜晴子が声を当てている。

## 補足
- 『プリンセス』の読切版では、ハーハーという名のトリさんに似た鳥を飼っている。本人曰く「あれ（ハーハー）がいないと戦いの気分が盛り上がらない」とのこと。同作ではまた、ハーロックやトチローの宿痾「水虫」に対抗して「重度の魚の目」を煩っているという設定があった。
- 松本零士は東京都観光汽船が運航する水上バスの一部をプロデュースしており、2018年8月4日に「エメラルダス」が隅田川に就航した[4]。